# Hung Son Nguyen
Hung Son Nguyen (wiet. Nguyễn Hùng Sơn) – matematyk, doktor habilitowany nauk matematycznych. Specjalizuje się w logice matematycznej, eksploracji danych, sztucznej inteligencji, uczeniu maszynowym oraz w zastosowaniach matematyki w informatyce. Profesor nadzwyczajny w Instytucie Informatyki Wydziału Matematyki, Informatyki i Mechaniki Uniwersytetu Warszawskiego. 

## Życiorys
Stopień doktorski uzyskał w 1997 na podstawie pracy pt. Discretization of Real Value Attributes: Boolean Reasoning Approach, przygotowanej pod kierunkiem prof. Andrzeja Skowrona. Habilitował się w 2008 na podstawie oceny dorobku naukowego i rozprawy pt. Aproksymacja wnioskowania Boolowskiego: podstawy i zastosowania w eksploracji danych.
Swoje prace publikował w takich czasopismach jak m.in. „Transactions on Rough Sets”, „International Journal of Hybrid Intelligent Systems” oraz „Fundamenta Informaticae”.